# Тисио
Тисио (грч. Θησείο) је традиционално насеље у старом делу Атине, северозападно од Акропоља, окружено археолошким налазиштима Агора, Керамикос и Пникс. Име се односи на Хефестов храм, који је погрешно познат као Thiseion, у односу на Тезеја, митског краља Атине.
Подручје је познато по бројним пешачким улицама, погледима на Акропољ, археолошким налазиштима, црквама, синагогама, кафићима, отвореним терасама и културним састајалиштима.    Тисио опслужује оближња метро станица која је повезана са другим четвртима старог дела Атине кроз мрежу пешачких улица које пролазе преко главних археолошких налазишта.

## Археолошки центар
Тисио је окружен брдима, висинама и историјским локалитетима који су на пешачкој удаљености. Из Тисије се може ући у Агору, Аталову стоу, Хефестов храм и Археолошки музеј Керамеикос; као и унационалну опсерваторију, Акропољ, Филопапов споменик, Пникс, који се сматра родним местом демократије и брдо Ликабет. Панорамски погледи на њих и њихово природно окружење са висине Ареопага су спектакуларни, посебно ноћу.
Као  од многих забавних центара града Атине, Тисио је богат историјом и културом. Има музеје, галерије, две атинске синагоге, изложбене центре  и позоришта и биоскопе на отвореном.

## Метеоролошка станица
Атинска национална опсерваторија управља најстаријом метеоролошком станицом у Грчкој и једном од најстаријих у јужној Европи. Станица се налази у центру Атине, у насељу Тисио. Метеоролошка станица А класе налази се на истој позицији од 11. септембра 1890.; док је почела са радом 1858. на другој локацији. 
| Клима Downtown Athens (1991–2020), Extremes (1890–present)                  | Клима Downtown Athens (1991–2020), Extremes (1890–present) | Клима Downtown Athens (1991–2020), Extremes (1890–present) | Клима Downtown Athens (1991–2020), Extremes (1890–present) | Клима Downtown Athens (1991–2020), Extremes (1890–present) | Клима Downtown Athens (1991–2020), Extremes (1890–present) | Клима Downtown Athens (1991–2020), Extremes (1890–present) | Клима Downtown Athens (1991–2020), Extremes (1890–present) | Клима Downtown Athens (1991–2020), Extremes (1890–present) | Клима Downtown Athens (1991–2020), Extremes (1890–present) | Клима Downtown Athens (1991–2020), Extremes (1890–present) | Клима Downtown Athens (1991–2020), Extremes (1890–present) | Клима Downtown Athens (1991–2020), Extremes (1890–present) | Клима Downtown Athens (1991–2020), Extremes (1890–present) |
| Показатељ \ Месец                                                           | .Јан.                                                      | .Феб.                                                      | .Мар.                                                      | .Апр.                                                      | .Мај.                                                      | .Јун.                                                      | .Јул.                                                      | .Авг.                                                      | .Сеп.                                                      | .Окт.                                                      | .Нов.                                                      | .Дец.                                                      | .Год.                                                      |
| --------------------------------------------------------------------------- | ---------------------------------------------------------- | ---------------------------------------------------------- | ---------------------------------------------------------- | ---------------------------------------------------------- | ---------------------------------------------------------- | ---------------------------------------------------------- | ---------------------------------------------------------- | ---------------------------------------------------------- | ---------------------------------------------------------- | ---------------------------------------------------------- | ---------------------------------------------------------- | ---------------------------------------------------------- | ---------------------------------------------------------- |
| Апсолутни максимум, °C (°F)                                                 | 22,8 (73)                                                  | 25,3 (77,5)                                                | 28,2 (82,8)                                                | 32,2 (90)                                                  | 37,6 (99,7)                                                | 44,8 (112,6)                                               | 42,8 (109)                                                 | 43,9 (111)                                                 | 38,7 (101,7)                                               | 36,5 (97,7)                                                | 30,5 (86,9)                                                | 23,1 (73,6)                                                | 44,8 (112,6)                                               |
| Максимум, °C (°F)                                                           | 13,3 (55,9)                                                | 14,2 (57,6)                                                | 17,0 (62,6)                                                | 21,1 (70)                                                  | 26,5 (79,7)                                                | 31,6 (88,9)                                                | 34,3 (93,7)                                                | 34,3 (93,7)                                                | 29,6 (85,3)                                                | 24,4 (75,9)                                                | 18,9 (66)                                                  | 14,4 (57,9)                                                | 23,3 (73,93)                                               |
| Просек, °C (°F)                                                             | 10,2 (50,4)                                                | 10,8 (51,4)                                                | 13,1 (55,6)                                                | 16,7 (62,1)                                                | 21,8 (71,2)                                                | 26,6 (79,9)                                                | 29,3 (84,7)                                                | 29,4 (84,9)                                                | 25,0 (77)                                                  | 20,3 (68,5)                                                | 15,6 (60,1)                                                | 11,6 (52,9)                                                | 19,2 (66,56)                                               |
| Минимум, °C (°F)                                                            | 7,1 (44,8)                                                 | 7,3 (45,1)                                                 | 9,2 (48,6)                                                 | 12,3 (54,1)                                                | 17,0 (62,6)                                                | 21,6 (70,9)                                                | 24,2 (75,6)                                                | 24,4 (75,9)                                                | 20,4 (68,7)                                                | 16,2 (61,2)                                                | 12,2 (54)                                                  | 8,7 (47,7)                                                 | 15,05 (59,1)                                               |
| Апсолутни минимум, °C (°F)                                                  | −6,5 (20,3)                                                | −5,7 (21,7)                                                | −2,6 (27,3)                                                | 1,7 (35,1)                                                 | 6,2 (43,2)                                                 | 11,8 (53,2)                                                | 16 (61)                                                    | 15,5 (59,9)                                                | 8,9 (48)                                                   | 5,9 (42,6)                                                 | −1,1 (30)                                                  | −4,0 (24,8)                                                | −6,5 (20,3)                                                |
| Количина кише, mm (in)                                                      | 55,6 (2,189)                                               | 44,4 (1,748)                                               | 45,6 (1,795)                                               | 27,6 (1,087)                                               | 20,7 (0,815)                                               | 11,6 (0,457)                                               | 10,7 (0,421)                                               | 5,4 (0,213)                                                | 25,8 (1,016)                                               | 38,6 (1,52)                                                | 70,8 (2,787)                                               | 76,3 (3,004)                                               | 433,1 (17,052)                                             |
| Релативна влажност, %                                                       | 72,0                                                       | 70,0                                                       | 66,0                                                       | 60,0                                                       | 56,0                                                       | 50,0                                                       | 42,0                                                       | 47,0                                                       | 57,0                                                       | 66,0                                                       | 72,0                                                       | 73,0                                                       | 60,9                                                       |
| UV индекс                                                                   | 2                                                          | 3                                                          | 5                                                          | 7                                                          | 9                                                          | 10                                                         | 10                                                         | 9                                                          | 6                                                          | 4                                                          | 2                                                          | 2                                                          | 5,8                                                        |
| Извор #1: Cosmos, scientific magazine of the National Observatory of Athens |                                                            |                                                            |                                                            |                                                            |                                                            |                                                            |                                                            |                                                            |                                                            |                                                            |                                                            |                                                            |                                                            |
| Извор #2: Meteoclub                                                         |                                                            |                                                            |                                                            |                                                            |                                                            |                                                            |                                                            |                                                            |                                                            |                                                            |                                                            |                                                            |                                                            |